# Joola
Die Joola Tischtennis GmbH (Eigenschreibweise „JOOLA Tischtennis GmbH“) ist ein in den 1950er Jahren entstandenes Unternehmen, das im Markt mit verschiedenen Tischtennisartikeln vertreten ist. Neben Tischtennistischen, die im Werk Siebeldingen hergestellt werden, vertreibt Joola unter anderem Tischtennisschläger, Tischtennisbälle, Textilien und Schuhe.
Der Unternehmensname (Firma) setzt sich aus den Worten JOOss und LAndau zusammen.

## Unternehmensgeschichte
Für die Sportabteilung des Kaufhauses Jooss in Landau wurden 1952 die ersten Tischtennistische gefertigt. Der damalige Inhaber Karl Frey baute diese Sparte aus. Zwei Jahre später wurde die „Tischtennisfabrikation“ eine selbständige Abteilung des Kaufhauses.
Durch die immer weitere Expansion bot der Standort Landau nicht mehr genug Platz und man siedelte im Jahr 1963 nach Godramstein um. Mit der Umsiedelung nach Godramstein und der Trennung vom Mutterhaus wurde Joola zu einem eigenen Unternehmen. Trotz der Hinzunahme weiterer Gebäude im Ort Godramstein waren 1970 die Grenzen der möglichen Kapazität erreicht. Deshalb zog man 1973 in ein neu erbautes Werk nach Siebeldingen um. Das neue Werk hat 3700 m² Gesamtfläche, aufgeteilt in 1800 m² Produktions-, 1200 m² Lager- und 700 m² Verwaltungsfläche.
Im Jahr 1979 wurde Karl Frey als Geschäftsführer von Michael Bachtler abgelöst. Bachtler hatte bereits seit 1968 den Großteil der Geschäfte geführt.
Die Firmierung in Joola Tischtennis GmbH war eine Folge der Übernahme durch das US-Unternehmen Sport Squad Ende 2018.

## Produkteinsatz
Die Produkte von Joola wurden bei folgenden internationalen Wettkämpfen eingesetzt (Auswahl):
- Olympische Spiele: 1996, 2000, 2004
- Paralympische Spiele: 1992, 2000, 2004
- Commonwealth Games 2010
- Asian Games 2006
- Weltmeisterschaften: 1989
- Europameisterschaften: 1992, 2000, 2005, 2010, 2011
- Asian Championships: 2000, 2009
- African Championships: 2003